# جيمي كامبل (لاعب كرة قدم بريطاني)
جيمي كامبل (بالإنجليزية: Jamie Campbell)‏ (24 مارس 1992 باسكتلندا في المملكة المتحدة - ) هو لاعب كرة قدم بريطاني في مركز الدفاع. لعب مع نادي بارتيك ثيسل ونادي ستنهاوسموير وGreenock Juniors F.C. ‏ ونادي كلايدبانك ‏.

## وصلات خارجية
- جيمي كامبل (لاعب كرة قدم بريطاني) على موقع قاعدة بيانات كرة القدم.إي يو (الإنجليزية)
- جيمي كامبل (لاعب كرة قدم بريطاني) على موقع Soccerbase.com (لاعب) (الإنجليزية)
- جيمي كامبل (لاعب كرة قدم بريطاني) على موقع Soccerway.com (الإنجليزية)